# Az ördög (dráma)
Az ördög Molnár Ferenc egyik figurája, egyben drámája is. 1907-es ősbemutatója óta népszerű, gyakran játszott darab, több nyelvre lefordították. A megíráshoz egy Faust-előadás adta az ötletet. A szerző számára az ugyancsak ebben az évben megjelent A Pál utcai fiúk című regénye mellett ez a mű hozta meg a világhírnevet. Nem véletlenül: a Faust problémakörének ez az egyedi feldolgozása nemcsak születésekor aktuális, társadalomkritikai, hanem nagyon komoly erkölcsi tartalommal is bír. Cselekménye ugyanakkor fordulatokban gazdag, izgalmakkal telített. Fontos eleme a szövegnek a gyakran csípős humor, amelynek legtöbbször feszültségoldó szerepe van. A műből több filmfeldolgozás készült, legelőször 1908-ban, a New York-i premier évében The devil címmel.

## Szereplők

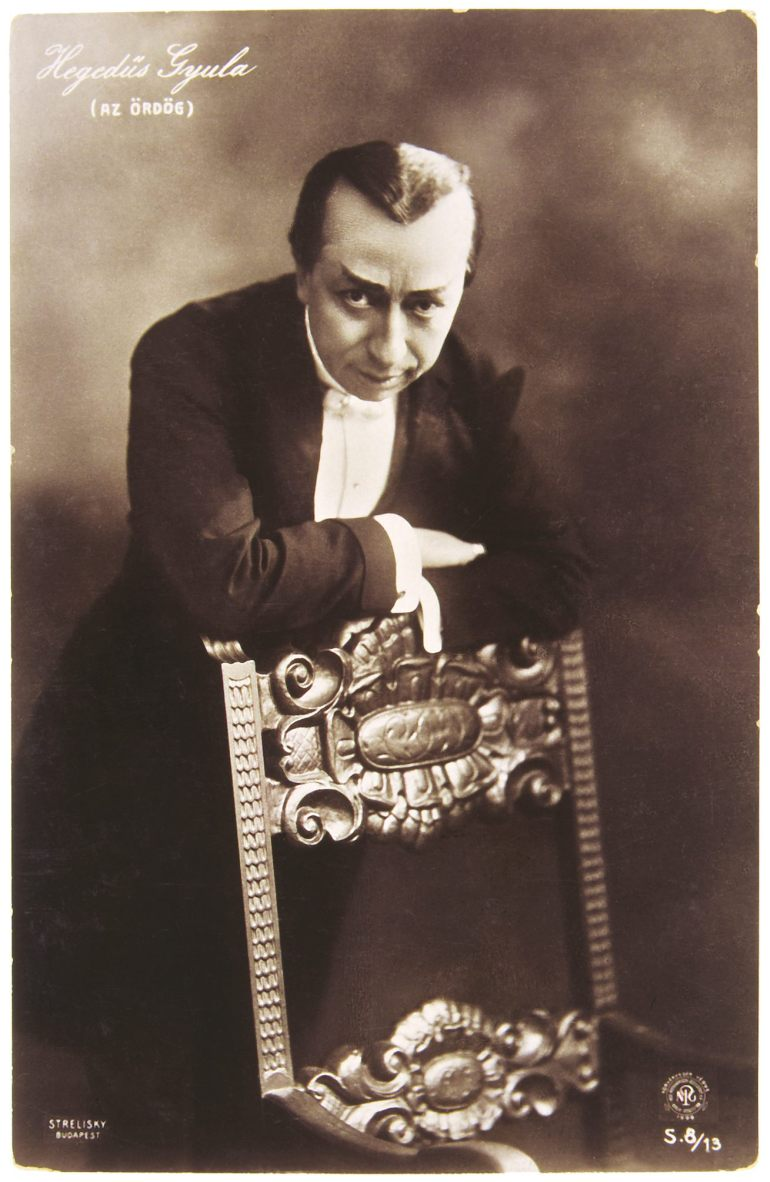
A címszerepben Hegedűs Gyula, 1907

- János, festő
- László, sikeres üzletember
- Jolán, a felesége
- Az Ördög
- Elza, János jövendőbelije
- Selyem Cinka, modell
- András, János inasa
- Előkelő hölgyek és urak
- Egy inas

## Cselekmény
A téma, amelyet a darab feszeget, felborzolta a kedélyeket: Molnár nemcsak leplezetlenül ábrázolja a férfi és nő viszonyát, hanem – zseniális ötlettel – az Ördög szerepeltetésével a tudatalatti, a logikátlan cselekedeteket is magyarázza.
A történet remek alaphelyzetből indul: a divatos festő éppen legjobb barátja feleségét készül lefesteni, mikor megjelenik körükben az Ördög, aki feltárja legtitkosabb gondolataikat, azokat, amelyeket sosem mertek volna egymásnak bevallani. A festő hiába próbálja elnyomni érzelmeit, az Ördög bebizonyítja, nem közömbös barátja felesége iránt. Az asszonnyal meghívatja a festőt az estélyére, ahol elhiteti a szerelmes férfival, a nő nem visel semmit földig érő estélyi ruhája alatt.
A cselekmény fordulatos, szellemes, sziporkázó ötletekkel teli. Már ebben a korai műben is észrevehető a Molnár-dialógusok varázsa, az ál-aforizmák, a paradoxonok mesteri használata.

## Ősbemutató
Az ősbemutatóra 1907. április 10-én került sor a Vígszínházban.
Az eredeti szereposztás:
- László: Szerémy Zoltán
- Jolán: Varsányi Irén
- Ördög: Hegedűs Gyula
- Elza: Gazsi Mariska
- Selyem Cinka: Hegedűsné
- András: Győző Lajos